# Пшистави (Щецинецький повіт)
Пшистави (пол. Przystawy) — село в Польщі, у гміні Ґжмьонца Щецинецького повіту Західнопоморського воєводства.
Населення — 215 осіб (2011).

## Демографія
Демографічна структура станом на 31 березня 2011 року:
|          | Загалом | Допрацездатний вік | Працездатний вік | Постпрацездатний вік |
| -------- | ------- | ------------------ | ---------------- | -------------------- |
| Чоловіки | 122     | 32                 | 78               | 12                   |
| Жінки    | 93      | 22                 | 52               | 19                   |
| Разом    | 215     | 54                 | 130              | 31                   |